# IBM Q System One
IBM Q System One es la primera computadora cuántica para uso comercial, de negocios e investigación, y ha sido creada por la empresa IBM. Se presentó en público el martes 8 de enero de 2019.
Este sistema de computación cuántica integrado está alojado en un cubo de vidrio hermético de 2,7 metros de ancho por 2,7 metros de alto que mantiene la temperatura correcta exacta y absorbe las vibraciones, ya que los chips cuánticos son extremadamente delicados. El sistema se probó por primera vez en el verano de 2018 durante dos semanas en Milán, Italia. Cuenta con una potencia de 20 cúbits.
El diseño ha sido realizado por la compañía de diseño industrial Map Project Office, que le ha dado una imagen entre tradicional y futurista

## Historia
En 2017 IBM presentó un prototipo de computadora cuántica de 50 cúbits y un tiempo de coherencia de 90 segundos. Y se anunció que aprovecharían esta tecnología para realizar un producto comercial, el IBM Q System One.